# Orchopeas sexdentatus
Orchopeas sexdentatus är en loppart som först beskrevs av Baker 1904.  Orchopeas sexdentatus ingår i släktet Orchopeas och familjen fågelloppor.

## Underarter
Arten delas in i följande underarter:
- O. s. sexdentatus
- O. s. agilis
- O. s. cascadensis
- O. s. firemani
- O. s. intermedius
- O. s. nevadensis
- O. s. pennsylvanicus
- O. s. schisintus